# Black Baron
Systema España Black Baron war ein spanischer Hersteller von Automobilen.

## Unternehmensgeschichte
Der Deutsche Rolf Menke leitete das Unternehmen mit Sitz in Altea. Er stellte Automobile her. Der Markenname lautete Black Baron. Zur Bauzeit gibt es unterschiedliche Angaben: 1994 bis unbekannt, 1994–1997, 1996–1998 und 1994–2008.
Die letzte gespeicherte Version der Internetseite des Herstellers stammt von 2011. Darin werden eine Lieferzeit von einem Jahr und ein Neupreis in Euro genannt. Somit ist klar, dass die Angaben für ein Produktionsende im vorigen Jahrtausend unzutreffend sind.

## Fahrzeuge
Das Modell Dreamster war ein Zweisitzer, der optisch Fahrzeugen aus vergangenen Jahrzehnten ähnelte. Die Karosserie bestand aus Kunststoff, die Kotflügel aus Aluminium oder Holz. Auf einem Fahrgestell des VW Käfers aufbauend, sorgten wahlweise ein Boxermotor mit 1300 cm³ Hubraum oder ein Vierzylinder-Reihenmotor vom VW Golf mit bis zu 150 PS für den Antrieb. 2003 erfolgte eine optische Überarbeitung.
Pro Jahr entstanden etwa 15 Fahrzeuge. Eine andere Quelle gibt davon abweichend an, dass insgesamt fünf Dreamster gefertigt wurden.